# Affaire Giroud

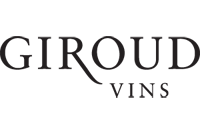
Logo de Giroud vins SA avant le changement de nom en 2014.

Pour les articles homonymes, voir Giroud.
 (janvier 2023).
Le texte peut changer fréquemment, n’est peut-être pas à jour et peut manquer de recul. 
Le titre et la description de l'acte concerné reposent sur la qualification juridique retenue lors de la rédaction de l'article et peuvent évoluer en même temps que celle-ci.
L'affaire Giroud est un scandale portant sur des fraudes vinicoles dans le canton du Valais par l'encaveur Dominique Giroud. Cette affaire a donné lieu à des dizaines de procédures relevant du droit pénal, administratif ou civil sur plusieurs cantons : des enquêtes judiciaires ont été ouvertes pour fraude fiscale, concurrence déloyale, falsification de marchandises, escroquerie, tentative de soustraction de données et faux dans les titres.
En novembre 2020, la justice a classé une partie de l'affaire Giroud portant sur les pratiques viticoles antérieures à 2010.

## Affaires

### Fraude et escroquerie fiscale
En 2010, le fisc commence à poser des questions sur les finances de Dominique Giroud.
Le 28 octobre 2013, Marie Parvex publie un article dans le quotidien Le Temps, qui indique que l'Administration fédérale des contributions soupçonne Dominique Giroud de fraude fiscale. Entre 2003 et 2009, il aurait caché 18 millions de revenus et 9 millions de bénéfice aux autorités fiscales. Les montages financiers mis en place par Giroud vins SA pour frauder le fisc incluent une filiale à Zoug (Weinhandel Edelweiss AG) et une société extraterritoriale (Bibendum finance Inc. dans les Îles Vierges britanniques). Dominique Giroud versait de gros montants en liquide sur le compte au Crédit suisse de Bibendum finance.
Le 24 août 2015, le Tribunal fédéral déboute Dominique Giroud en faveur de la Commission de gestion du Grand Conseil du canton du Valais en ce qui concerne la levée du secret fiscal. Le 23 janvier 2016, Dominique Giroud est reconnu coupable « d'escroquerie en matière de contributions et de faux dans les titres » et condamné à 150 jours-amende à 300 CHF en plus des 180 jours-amende pour usage de faux en ce qui concerne l'impôt fédéral direct avec sursis de deux ans.
Fin juillet 2018, Dominique Giroud répond devant le tribunal de Sion du délit de fraude fiscale, de délits fiscaux divers et d’escroquerie en matière de contribution. Les faits reprochés ont déjà été jugés dans le canton de Vaud, mais ne concernaient que l'impôt fédéral direct alors que le tribunal de Sion s'occupe des impôts communaux, cantonaux et de l'impôt anticipé. Le débat principal concerne le principe ne bis in idem, qui prévoit qu'on ne peut juger deux fois la même personne pour les mêmes faits. Dominique Giroud est finalement condamné à 9 mois de prison avec sursis pour escroquerie en matière de contributions, fraude fiscale et délits fiscaux. En 2020, la partie vitivinicole de l'affaire fiscale jusqu'à 2010 est classée à la suite d'un arrêt du Tribunal fédéral. Cet arrêt fait suite à la décision du Ministère public valaisan du 20 avril 2020 de ne pas poursuivre les éventuels faits qui auraient eu lieu avant 2010 selon le principe non bis in idem, car le Ministère public central vaudois a déjà condamné Dominique Giroud par ordonnance pénale en juillet 2014 pour ces faits.
Au total, Dominique Giroud a été condamné à trois reprises pour un total de 600 jours-amendes avec sursis pour des infractions fiscales.

### Implication de Maurice Tornay
L'affaire Giroud se produit dans un contexte de difficultés financières et de dysfonctionnements au canton du Valais.
Le 27 décembre 2013, le Parti démocrate-chrétien valaisan annonce le futur dépôt d'une intervention parlementaire demandant la mise sur pied d’une commission d’enquête parlementaire afin de faire toute la lumière sur le traitement de l’affaire Giroud Vins par l’administration cantonale et par ses responsables. Dans son communiqué, il indique que Dominique Giroud est accusé d'avoir soustrait sept millions de francs suisses au fisc durant les années 2000. Maurice Tornay était son fiduciaire de l’époque. Critiqué pour sa gestion de l’affaire, ce dernier publie le 27 décembre 2013 un communiqué de presse où il se dit « pris en tenaille entre secret de fonction et secret professionnel [...] ». Le 29 décembre 2013, il confie au journal Le Matin qu'il a accepté de l’argent de Dominique Giroud pour sa campagne 2012-13 de réélection au Conseil d’État du Valais,. Lors d'une conférence de presse tenue le 17 janvier 2014, il explique comment son département a géré les conflits d’intérêts de l'affaire Giroud. Il affirme que Dominique Giroud n'a pas financé sa campagne 2012-13 de réélection au Conseil d’État du Valais, nie avoir participé à la création des sociétés offshores liées à l'affaire Giroud et reconnaît qu'il aurait pu mieux communiquer. Il affirme aussi être actionnaire à hauteur de 25 % de la société de révision Alpes Audit SA, une société perquisitionnée en lien avec l'affaire Giroud. Le 31 mars 2014, Maurice Tornay tweete « Je ne suis pas actionnaire d'Alpes Audit SA ».
Le 21 janvier 2014, la Commission de gestion du Grand Conseil annonce qu'elle se saisit des dossiers Giroud dans le but d’examiner si les institutions cantonales ont fonctionné correctement et si les intérêts du canton du Valais ont été préservés. Le rapport de gestion sur le fonctionnement de l'État et le rôle de Maurice Tornay dans l'affaire Giroud est rendu le 13 janvier 2015,. La Commission de gestion indique que la fiduciaire du conseiller d’État et lui-même « n’ont pas commis d’activités illégales ».
En décembre 2014, Le Temps révèle que, le 30 juin 2004, la fiduciaire de l’Entremont, présidée par Maurice Tornay, établit une déclaration fiscale pour l'entreprise de Dominique Giroud avec un revenu imposable de 650 000 francs en 2003. Cette déclaration n'étant pas envoyée au service des contributions, ce dernier établi une taxation d'office sur un revenu estimé à 370 000 francs. Selon Le Temps, la fiduciaire de Maurice Tornay intervient alors pour demander (et obtient) une taxation d'office sur un revenu imposable de 250 000 francs,. Selon l'avocat fiscaliste Philippe Kenel, « Il est évident que la défense de Maurice Tornay pose un problème. Il doit absolument dire, voire prouver, quelle était sa conviction quant au revenu imposable réel de son client pour l’année 2003 ».
En décembre 2015, le procureur Dick Marty classe la procédure pénale ouverte contre Maurice Tornay dans le cadre de l'affaire Giroud, l'enquête menée ayant permis d'établir, d'une part, que les éléments constitutifs d'une infraction n'étaient pas réalisés et, d'autre part, qu'aucun soupçon ne justifiait cette mise en accusation.

### Espionnage et piratage
En juin 2014, le Ministère public du canton de Genève annonce l'arrestation de Dominique Giroud, d'un hacker professionnel, d'un détective privé genevois et d'un agent du Service de renseignement de la Confédération,,. Soupçonnés d'avoir tenté de pirater les ordinateurs de journalistes de la RTS et du Temps avec un logiciel espion pour identifier les sources des fuites concernant les problèmes fiscaux et judiciaires de Dominique Giroud,, ils sont placés en détention provisoire à la prison de Champ-Dollon.
L'agent secret impliqué serait un ami de longue date de Dominique Giroud, avec qui il partagerait des convictions catholiques traditionalistes,. Selon Le Temps, Dominique Giroud aurait contacté l'agent en octobre 2013 à la suite des révélations de fraude fiscale dans les médias. Ce dernier aurait ensuite recommandé le détective privé genevois (une bonne connaissance avec qui il échangeait des informations) à Dominique Giroud, qui l'aurait contacté le 3 novembre 2013.
Le détective privé genevois Antonino Mannisi a été élu de l'Union démocratique du centre puis du Mouvement citoyen genevois au conseil municipal d'Onex et se vantait de nombreuses relations. Il est aussi poursuivi pour corruption d'employés à l'Office des poursuites de Genève. Le détective privé, engagé pour identifier les sources des fuites, a lui-même transmis des informations à la RTS,.
En avril 2021 se déroule le procès en première instance. On y apprend que les journalistes Marie Parvex et Yves Steiner étaient visés par un malware envoyé par courriel. Une heure avant la réception du courriel, Yves Steiner a reçu un appel téléphonique depuis une cabine de la gare de Genève-Cornavin de la part d'une personne se faisant passer pour un journaliste du Parisien, dont l'identité serait l'expéditeur du courriel contenant le malware. Sensibilisé par le détective privé genevois Antonino Mannisi, qui jouait un double jeu, Yves Steiner n'a pas ouvert le courriel en question, alors que Maris Parvex ne l'a jamais reçu, celui-ci ayant été stoppé par l'anti-virus du journal Le Temps. Dominique Giroud est accusé d'avoir commandité contre rémunération la tentative de soustraction de données (« instigation à tentative de soustraction de données »), les deux autres accusé étant les coauteurs de l'infraction. Tous plaident non coupables. L'opération aurait été financée par un versement de 10 000 francs suisses avec une prime en cas de réussite, mais Dominique Giroud indique que ce versement servait uniquement à acquérir du matériel informatique sécurisé. Le 23 avril 2021, Dominique Giroud est condamné à six mois de prison avec sursis, la présidente du Tribunal de police de Genève soulignant que sa faute est importante et sa prise de conscience inexistante.
En avril 2022, la Cour de justice confirme en appel la condamnation de Dominique Giroud, mais réduit sa peine à zéro jour-amende en raison du concours des peines prononcées en 2014, 2017 et 2020, la cour précisant que ce nouveau verdict « n’est pas une absolution ».

## Répercussions diverses

### Entreprise «Giroud vins»
À la suite de l'éclatement de l’affaire, l’entreprise « Giroud vins » a été renommée « Château constellation ». Cette appellation a été jugée non conforme par le Tribunal fédéral qui oppose son véto définitif, étant donné que le bâtiment qui abrite la société n'a rien d'un château au sens de l'ordonnance du Conseil d'État valaisan sur la vigne et le vin.
À la suite des révélations de coupages illicites de vins par Giroud vins SA, les supermarchés Denner ont cessé d'acheter des vins de Giroud vins et Château constellation.

### Politique valaisanne
L'éclatement et les développements de l'affaire ont provoqué de nombreuses réactions, dont la dénonciation d'une « gangrène cantonale : le copinage ».
Les affaires Giroud et Cleusix et celle de l'Hôpital du Valais ont mis en évidence des séances tenues sans procès-verbaux (notamment présidées par Maurice Tornay) ainsi que de l'absence de déclarations d’intérêt et d'enquêtes internes formelles ; éléments pourtant nécessaires dans une culture politique moderne. Une journaliste du Temps a écrit que « L’État du Valais reste encore souvent fidèle à une culture de l’oralité basée sur la confiance et sur une absence de contestation de ses décisions. Cela le dessert de manière dramatique en cette période de conflits politiques. ».

### Conflit avec la RTS
Le 8 mai 2014, Dominique Giroud et Giroud Vins SA saisissent le Tribunal du district de Sion avec une requête de mesures provisionnelles et superprovisionnelles pour interdire la diffusion de deux reportages à la RTS pour des raisons de protection de la personnalité. Le 13 mai 2014, la justice valaisanne interdit à la Radio télévision suisse (RTS) de publier un reportage sur l'affaire Giroud. Selon la RTS, il s'agit d'une « grave atteinte à la liberté des médias et au droit à l'information du public ». Après visionnage le 15 mai 2014 et entente des parties, le tribunal rejette la requête de mesures provisionnelles et a annulé la décision de mesures superprovisionnelles et les reportages sont diffusés le 21 mai 2014.
Dominique Giroud estime que le dommage causé par plusieurs émissions télévisées de la RTS se monte à 43 millions de francs. Il dépose une plainte auprès de l'autorité indépendante d'examen des plaintes en matière de radio-télévision (AIEP), qui l'accepte en août 2016. Les considérants de la décision de l'AIEP sont publiés en janvier 2017,. La décision indique que le reportage « Affaire Giroud, du vin en eaux troubles » de Temps Présent du 22 janvier 2015 est globalement « tendancieux » et porte « un jugement moral, personnel, professionnel négatif » sur Dominique Giroud. Il est indiqué que la présentation des événements n'est pas fidèle et qu'il en découle une violation de la loi sur la radio et télévision.
La RTS annonce un recours contre cette décision au Tribunal fédéral. Celui-ci confirme la décision de l'AIEP en rappelant l'obligation d'objectivité à laquelle sont soumises la radio et la télévision tout en indiquant qu'une personne violemment mise en cause doit avoir la possibilité de faire entendre son point de vue. La RTS indique qu'une telle décision pourrait décourager des enquêteurs quand l'intéressé refuse de donner son point de vue, comme c'était le cas.
En juillet 2018, la SSR saisit la Cour européenne des droits de l'homme au sujet de la liberté des médias au sens de l'article 10 de la convention européenne des droits de l'homme. Marc Comina — porte-parole de Dominique Giroud — estime que cette plainte « n’a aucune chance d’obtenir gain de cause devant la CEDH » et condamne « les dérives scandaleuses d’un ex-journaliste du 19:30 ».
De son côté, Dominique Giroud interpelle le Contrôle fédéral des finances et, à plusieurs reprises, le Conseil suisse de la presse. En avril 2018, il accuse notamment l'ex-journaliste de la RTS d'avoir fait preuve d'un manque de déontologie dans le cas d'écoutes téléphoniques. Le Conseil suisse de la presse a publié sa décision de non-entrée en matière le 31 mai 2019, invoquant que le secret des sources prévaut sur les autres considérations,. En juillet 2019, Dominique Giroud demande une nouvelle fois au conseil de se pencher sur le dossier des écoutes pour révision de la décision du 31 mai 2019, invoquant un vice de forme. La directrice de cet organe rappelle que les décisions sont définitives.

## Autres affaires liées
En juillet 2024, l'encaveur Cédric Flaction est accusé d'avoir fait passer des millions de litres de vin schaffousois et espagnol pour de l'AOC Valais, qu'il aurait notamment livré aux caves de Dominique Giroud,,.